# میرزا سیدعلی نقی میرمطهری
میرزا سیدعلی نقی  مردنگی میرمطهری از سیاستمداران ایرانی بود، که در دوره نخست بعنوان نماینده دماوند در مجلس شورای ملی حضور داشت.